# Yuriy Rudov
Yuriy Vasilievich Rudov (en russe : Юрий Васильевич Рудов) est un escrimeur soviétique né le 17 janvier 1931 à Taganrog et mort le 26 mars 2013 à Moscou.

## Carrière
Iouri Roudov est membre de l'équipe soviétique d'escrime de 1956 à 1964. Champion du monde de fleuret par équipes en 1958, 1961 et 1963, il est sacré champion olympique par équipes en 1960.